# Pauline Déroulède
Pauline Déroulède (* 30. Dezember 1990 in Paris) ist eine französische Rollstuhltennisspielerin.

## Karriere
Im Oktober 2018 wurde Pauline Déroulède Opfer eines Verkehrsunfalls. Ein 92-Jähriger hatte die Kontrolle über sein Fahrzeug verloren und verletzte drei Fußgänger schwer, Déroulèdes linkes Bein wurde bei dem Zusammenstoß abgetrennt. Im Mai 2019 nahm sie an einem Sichtungsprogramm teil und entschied sich, an der Qualifikation für die Rollstuhltennis-Wettbewerbe der Paralympischen Sommerspielen 2024 in Paris zu arbeiten – sie hatte bereits früher Tennis gespielt. In diesem Rahmen traf sie auf den dreifachen Paralympics-Sieger Stéphane Houdet, der ihre Entwicklung begleitete. Seit Oktober 2019 spielt sie auf der ITF-Tour und nahm mehrfach an Grand-Slam-Turnieren teil, ihr größter Erfolg war das Erreichen des Doppel-Halbfinals der French Open 2023 an der Seite von Emmanuelle Mörch.
Seit 2021 tritt Pauline Déroulède regelmäßig beim World Team Cup für Frankreich an.
Bei den Paralympischen Spielen 2024 in Paris traf sie in der ersten Runde auf Angélica Bernal, der sie in zwei Sätzen unterlag. Auch im Doppel – diesmal zusammen mit Ksénia Chasteau – traf sie in ihrem Auftaktmatch auf Bernal. Die Kolumbianerin setzte sich zusammen mit ihrer Partnerin Zuleinny Rodríguez im Match-Tie-Break durch.

## Leistungsbilanz bei den Grand-Slam-Turnieren

### Einzel
| Turnier         | 2022 | 2023 | 2024 | 2025 | Karriere |
| --------------- | ---- | ---- | ---- | ---- | -------- |
| Australian Open | –    | –    | 1    | –    | 1        |
| French Open     | –    | VF   | 1    | 1    | VF       |
| Wimbledon       | –    | –    | –    | –    | —        |
| US Open         | 1    | 1    |      |      | 1        |

### Doppel
| Turnier         | 2022 | 2023 | 2024 | 2025 | Karriere |
| --------------- | ---- | ---- | ---- | ---- | -------- |
| Australian Open | –    | –    | VF   | –    | VF       |
| French Open     | –    | HF   | VF   | HF   | HF       |
| Wimbledon       | –    | –    | –    | –    | —        |
| US Open         | VF   | VF   |      |      | VF       |

Zeichenerklärung: S = Turniersieg; F, HF, VF, AF = Einzug ins Finale / Halbfinale / Viertelfinale / Achtelfinale; 1, 2, 3 = Ausscheiden in der 1. / 2. / 3. Hauptrunde; nicht ausgetragen

## Neben dem Sport
Pauline Déroulède ist verheiratet, im Juli 2022 brachte ihre Frau die gemeinsame Tochter zur Welt. Der Autor und Politiker Paul Déroulède gehört zu ihren Vorfahren.
Sie setzt sich dafür ein, dass ältere Autofahrer regelmäßig ihre Fahrtüchtigkeit überprüfen lassen müssen.
Déroulède nahm an Fernsehshows wie Danse avec les stars – der französischen Ausgabe von Dancing with the Stars – oder der Benefizveranstaltung Les Enfoirés teil.